# Tous pourris
Tous pourris est une expression populaire, parfois reprise par les politiques eux-mêmes,, utilisée depuis des décennies pour dénoncer la corruption perçue des élites et élus politiques, notamment en France,, mais aussi en Belgique. Dans les années 2010, près de 70 % des Français estiment leurs responsables politiques corrompus,. 
La phrase a été dénoncée dans Érudit comme cynique, ou encore, par L'Humanité, comme un piège. La responsabilité des journalistes dans la récurrence de l'usage de cette expression dans le débat public a également été l'objet de débats.
En 2017, France Inter estime que « les lois anti-corruption sont de plus en plus strictes, la justice de plus en plus autonome », et affirme qu'il s'agirait moins d'une augmentation de la corruption politique en France qu'une évolution de la perception du grand public sur ces pratiques. 